# Depuis qu'Otar est parti…
Pour plus de détails, voir Fiche technique et Distribution.
Depuis qu'Otar est parti… est un film franco-belge réalisé par Julie Bertuccelli, sorti en 2003.

## Synopsis
Trois générations de femmes vivent à Tbilissi, en Géorgie. Otar, le fils de la plus âgée, Eka (Esther Gorintin), est parti à Paris pour chercher du travail. Il meurt dans un accident. La fille, Marina (Nino Khomasuridze), et la petite fille, Ada (Dinara Drukarova), d'Eka, veulent lui cacher la mort de son fils.

## Fiche technique
- Titre original : Depuis qu'Otar est parti…
- Réalisation : Julie Bertuccelli
- Scénario : Julie Bertuccelli, Roger Bohbot et Bernard Renucci
- Photographie : Christophe Pollock
- Producteur exécutif : Mat Troi Day
- Montage : Emmanuelle Castro et Olivier Goinard
- Production : Yaël Fogiel, Diana Elbaum (Productrice associée)
- Société de production : Entre Chien et Loup (Belgique), Les Films du poisson (France)
- Pays d'origine :   France,  Belgique
- Langue : français, géorgien, russe
- Distribution : Haut et Court (France)
- Dates de sortie :
  -  France : 20 mai 2003 (Festival de Cannes)
  -  Canada : 7 septembre 2003 (Festival de Toronto)
  -  France : 7 septembre 2003 (Festival de Deauville)
  -  France : 17 septembre 2003
  -  Belgique : 7 avril 2004
- Format : couleurs - 1,85:1 -  35 mm - Son Dolby Digital
- Genre  : drame
- Durée : 102 minutes

## Distribution
- Esther Gorintin : Eka
- Nino Khomasuridze : Marina
- Dinara Droukarova : Ada
- Temour Kalandadaze : Tenguiz
- Roussandan Bolkvadze : Roussiko
- Sacha Sarichvili : Alexi
- Douta Skhirtladze : Niko
- Zoura Natrochvili : Voisin (Mika)
- Gotcha Darbaidze: Otar en photo

## Distinctions
- 2003 : Grand Prix et Grand Rail d'or du long métrage à la Semaine de la Critique 2003
- 2004 : Grand Prix du Festival international du film de femmes de Salé
- 2004 : 29e Cérémonie des César : César de la meilleure première œuvre de fiction
- 2004 : Prix Marguerite-Duras